# Club Deportivo Badajoz (1905)
|  | No s'ha de confondre amb Club Deportivo Badajoz (2012). |

El Club Deportivo Badajoz fou el club de futbol més representatiu de la ciutat de Badajoz, a Extremadura. Fundat el 1905, va desaparèixer el 2012.

## Història
El C.D. Badajoz es fundà el 15 d'agost de 1905 amb el nom de Sport Club Badajoz. L'any 1936 se li uní el Racing Club Extremeño formant l'actual club.
El club va jugar molts anys a l'estadi Vivero, fins al 2 de desembre de 1998 en què inaugurà el Nuevo Vivero, en un CD Badajoz 0 - CF Extremadura 0, i essent el primer partit oficial un CD Badajoz 0 - CD Toledo 1.
L'any 2010 es va proclamar campió de la Tercera Divisió, i va guanyar la promoció d'ascens a l'Atlético Mancha Real, tornant així a la Segona Divisió 'B'.
El juliol de 2012 el club desaparegué per deutes. En el seu lloc aparegué el Club Deportivo Badajoz 1905, que posteriorment adoptà el nom Club Deportivo Badajoz.

## Dades del club
- Temporades a 1a: 0
- Temporades a 2a: 20
- Temporades a 2aB: 16
- Temporades a 3a: 32
- Millor posició a la lliga: 6è (2a divisió, temporades 95-96, 96-97 i 97-98)
- Pitjor posició a la lliga: 22è (2a divisió, temporada 02-03)

## Palmarès
- 1 Campionat de Segona Divisió B
- 7 Campionats de Tercera Divisió